# Caldcluvia
Caldcluvia é um género botânico pertencente à família Cunoniaceae.

## Espécies selecionadas
- Caldcluvia australiensis
- Caldcluvia brassii
- Caldcluvia celebica
- Caldcluvia clemensiae
- Caldcluvia fulva
- Caldcluvia paniculata
- Caldcluvia paniculosa